# Megarhyssa
Megarhyssa es un género de avispas icneumónidas de gran tamaño; son llamados icneumónidos gigantes. Algunas especies conocidas por tener el ovipositor más largo de cualquier insecto. Machos 23-38 mm, hembras 35-75 mm (50-110 mm, incluyendo en ovipositor).
Son endoparasitoides de las larvas de las avispas de la madera o Siricidae.
El ovipositor puede ser confundido con un aguijón grande.

## Especies
El género incluye las siguientes:
- Megarhyssa arisana
- Megarhyssa atomistica
- Megarhyssa atrata
- Megarhyssa aurantia
- Megarhyssa babaulti
- Megarhyssa belluliflava
- Megarhyssa bicolor
- Megarhyssa bonbonsana
- Megarhyssa cultrimacularis
- Megarhyssa fulvipennis
- Megarhyssa gloriosa
- Megarhyssa greenei
- Megarhyssa hainanensis
- Megarhyssa indica
- Megarhyssa insulana
- Megarhyssa jezoensis
- Megarhyssa laniaria
- Megarhyssa lenticula
- Megarhyssa longitubula
- Megarhyssa macrura
- Megarhyssa middenensis
- Megarhyssa mirabilis
- Megarhyssa nortoni
- Megarhyssa obtusa
- Megarhyssa perlata
- Megarhyssa praecellens
- Megarhyssa rixator
- Megarhyssa rotundamacula
- Megarhyssa strimacula
- Megarhyssa superba
- Megarhyssa taiwana
- Megarhyssa vagatoria
- Megarhyssa weixiensis
- Megarhyssa verae
- Megarhyssa wugongensis